# Calling Elvis
Singles de Dire Straits
Your Latest Trick
(1986) Heavy Fuel
(1991)
Calling Elvis est le premier single tiré de l'album On Every Street de Dire Straits, sorti en 1991.
La chanson a pour thème les fans d'Elvis Presley qui pensent qu'il est toujours en vie et fait référence à plusieurs chansons de Presley comme Heartbreak Hotel, Love Me Tender, Don't Be Cruel et Return to Sender. Le clip musical a été réalisé par Gerry Anderson et fait référence à la série télévisée d'animation Les Sentinelles de l'air, représentant les membres du groupe sous forme de marionnettes.

## Classements
| Pays                                   | Positions |
| -------------------------------------- | --------- |
| Allemagne (Media Control AG)           | 8         |
| Australie (ARIA)                       | 8         |
| Autriche (Ö3 Austria Top 40)           | 8         |
| Belgique (Flandre Ultratop 50 Singles) | 2         |
| Canada (Canadian Singles Chart)        | 4         |
| Espagne (PROMUSICAE)                   | 3         |
| États-Unis (Mainstream Rock)           | 3         |
| France (SNEP)                          | 7         |
| Irlande (Irish Singles Chart)          | 2         |
| Italie (FIMI)                          | 3         |
| Norvège (VG-lista)                     | 2         |
| Nouvelle-Zélande (RMNZ)                | 9         |
| Pays-Bas (Nederlandse Top 40)          | 4         |
| Royaume-Uni (UK Singles Chart)         | 21        |
| Suède (Sverigetopplistan)              | 6         |
| Suisse (Schweizer Hitparade)           | 2         |